# Joachim Winkelhock
Joachim Michael Winkelhock, detto Jockel o anche Jo (Waiblingen, 24 ottobre 1960), è un ex pilota automobilistico tedesco, vincitore della 24 Ore di Le Mans nel 1999.

## Carriera

### Formule minori (1979 - 1988)
Fratello di Manfred Winkelhock, pilota automobilistico attivo anche in Formula 1 negli anni '80, Joachim iniziò a correre nel 1979, quando partecipò al trofeo Renault 5 tedesco; nel 1981 passò al campionato europeo, cominciando poi a competere nel campionato tedesco di Formula Ford 1600. Negli anni successivi partecipò ad alcune gare di turismo in Germania, vincendo nel 1986 la Porsche 944 Turbo Cup.
L'anno seguente Winkelhock ritornò alle competizioni a ruote scoperte, gareggiando nella F3 tedesca e conquistando il secondo posto in campionato, alle spalle di Bernd Schneider; l'anno seguente il pilota tedesco divenne campione, battendo di poco il rivale Otto Rensing.

### Formula 1 (1989)
Il buon risultato ottenuto e la sponsorizzazione della Liqui Moly attirarono l'attenzione del team AGS di Formula 1, che lo ingaggiò al fianco di Philippe Streiff per la stagione 1989. Il pilota francese subì un terribile incidente prima del Gran Premio del Brasile e fu sostituito da Gabriele Tarquini, che ben presto divenne il primo pilota all'interno della scuderia, che schierava due vetture per il primo anno nella sua storia.
Winkelhock, che aveva anche problemi alla schiena, non riuscì mai a superare l'ostacolo delle prequalifiche, facendo sempre segnare tempi molto lenti. Lo scarso supporto fornito dal team non aiutò il pilota tedesco a migliorare le sue prestazioni e dal Gran Premio di Gran Bretagna Winkelhock fu sostituito da Yannick Dalmas.

### Vetture sport
Dopo l'insuccesso della sua esperienza in Formula 1, nel 1990 Winkelhock passò al DTM con la BMW, concludendo la sua prima stagione nella categoria in sesta posizione e conquistando diversi giri veloci in gara; sempre nel 1990 il pilota tedesco conquistò la vittoria nella 24 ore del Nürburgring, alla guida di una BMW M3. Nel 1991 giunse settimo nel campionato DTM, vincendo ancora la 24 ore del Nürburgring; l'anno seguente peggiorò ulteriormente il suo piazzamento in classifica, giungendo ottavo, e conquistò il secondo posto alla 24 ore di Spa.
Nel 1993 la BMW si ritirò dal DTM e passò al campionato britannico turismo, scegliendo Winkelhock tra i propri piloti; il tedesco vinse il campionato al primo anno, disputando negli anni successivi altre due stagioni nel BTCC e prendendo parte ad altri campionati turismo. Nel 1995 Winkelhock vinse la Super Touring Cup tedesca, conquistando anche la vittoria nella 24 ore di Spa; nella stessa gara arrivò secondo nel 1997.
Dopo una prima esperienza senza successo alla 24 Ore di Le Mans, nel 1999 Winkelhock si dedicò completamente alle gare di durata, disputando la American Le Mans Series. Sempre nel 1999 vinse la 24 Ore di Le Mans, in squadra con Yannick Dalmas e Pierluigi Martini alla guida di una BMW V12 LMR.
Nel 2000 Winkelhock tornò a competere nel DTM per la Opel; dopo una prima stagione abbastanza positiva, nella quale chiuse il campionato in quinta posizione, il suo rendimento calò nettamente e all'inizio del 2003 Winkelhock annunciò il suo ritiro dalle competizioni.

## Risultati completi in Formula 1
| 1989 | Scuderia | Vettura |     |     |     |     |     |     |     |  |  |  |  |  |  |  |  |  |  | Punti | Pos. |
| ---- | -------- | ------- | --- | --- | --- | --- | --- | --- | --- |  |  |  |  |  |  |  |  |  |  | ----- | ---- |
| 1989 | AGS      | JH23B   | NPQ | NPQ | NPQ | NPQ | NPQ | NPQ | NPQ |  |  |  |  |  |  |  |  |  |  | 0     |      |

| Legenda | 1º posto     | 2º posto | 3º posto    | A punti         | Senza punti/Non class.  | Grassetto – Pole position Corsivo – Giro più veloce |
| Legenda | Squalificato | Ritirato | Non partito | Non qualificato | Solo prove/Terzo pilota | Grassetto – Pole position Corsivo – Giro più veloce |